# Мохим
Мохи́м (лат. Mochimus; V век) — христианский писатель, пресвитер Месопотамский, в Антиохии.  Мохиму посвящена 71 глава книги Геннадия Массилийского «О знаменитых мужах». Геннадий сообщает о том, что Мохим написал превосходную книгу против Евтихия и пишет, что Мохим автор ещё нескольких сочинений. Книги Мохима не сохранились.  